# 焦山站
焦山站是徐州地铁3号线的地铁站，位于中华人民共和国江苏省徐州市铜山区银山路与银河路交叉口北侧，于2021年6月28日开通。

## 车站结构
焦山站沿银山路南北设置，为地下二层岛式站台车站，车站长196米，标准段宽21.7米，车站地下一层为站厅层，地下二层为站台层，站台设置全高站台门。
| 地面              | 出入口 | 1、2、3、4出入口                                                                                          |
| 地下一层          | 站厅   | 客服中心、自动售票机、验票机                                                                              |
| 地下二层          | 站台   | \| \| \| █ 3号线往振兴大道（浦江路） \| \| 島式 · 開左邊车门 \| \| \| \| \| \| █ 3号线往银山（钱江路） \| |
|                   |        | █ 3号线往振兴大道（浦江路）                                                                               |
| 島式 · 開左邊车门 |        | |
|                   |        | █ 3号线往银山（钱江路）                                                                                   |

## 车站出口
焦山站共设4个出入口，各出口及周围设施如下所示：
| 出口编号            | 照片 | 出口指示       | 建议前往的目的地 |
| ------------------- | ---- | -------------- | ---------------- |
| 1 · 出口            |      | 银山路（西侧） | 铜山区妇幼保健院 |
| 2 · 出口            |      | 银山路（西侧） | 焦山花园         |
| 3 · 出口            |      | 银山路（东侧） | 焦山法制文化广场 |
| 4 · 出口 · （设有） |      | 银山路（东侧） | 徐州普瑞骨科医院 |
| 图例： 设有         |      |                |                  |

## 接驳交通

### 公交车
- 焦山地铁站：707路

## 车站历史
本站工程名为焦山村站，正式站名为焦山站，以车站所处的焦山社区命名。
- 2019年9月10日，车站主体结构封顶[2]。
- 2021年6月28日，车站随3号线一期通车开通[1]。